# 1091
Năm 1091 là một năm trong lịch Julius.